# طاق کسری
ایوان خسرو یا طاق کسری یا ایوان مدائن برجسته‌ترین یادگار شاهنشاهی ساسانی، در تیسفون واقع در کشور عراق کنونی است. ایوان طاق کسری به عرض ۲۵متر پس از پل گاومیشان در ایران، عریض‌ترین طاق معماری باستان است. این ایوان بلندی تقریبی ۳۰ متر و پهنایی نزدیک به ۴۳ متر دارد. ارتفاع نمای عمارت زمانی به ۷ متر بلندتر از ارتفاع طاق می‌رسید.
کاخ تیسفون و به خصوص ایوان باشکوه آن در زمان ساسانیان محل برگزاری دیدارهای مهم، بارعام و همچنین محل برگزاری جشن‌های سنتی مانند نوروز در حضور شاهنشاه ساسانی بوده‌است.
در زمان حملهٔ اعراب به ایران، این کاخ، در سدهٔ هفتم میلادی غارت شد. سپس مدتی بعد از آن به عنوان مسجد استفاده شد و پس از آن کم‌کم متروکه شد. اما همیشه زیبایی و عظمت این کاخ مورد توجه و حیرت شاعران، جهانگردان و تاریخ‌نگاران بوده‌است.
مشهور است که فرش معروف بهارستان در این ایوان پهن شده بود که در زمان هجوم اعراب تکه‌تکه شد.
مطالعات متعددی بر روی این بنای تاریخی انجام شده، که شامل عکس‌هایی بسیار نفیس می‌شود که قبل از این‌که یک سوم بنا در سیل ۱۸۸۸ میلادی تخریب شود گرفته شده و در سفرنامه ژان دیولافوا به چاپ رسیده‌است.
واژه کسری، عربی است که عرب‌ها پادشاهان ساسانی را به آن لقب می‌خوانده‌اند و آن کلمه معرب اسم خسرو اول و خسرو دوم است که به آهنگ و لهجهٔ عربی درآمده. داستان کوشش منصور خلیفهٔ عباسی در تخریب کاخ ساسانیان معروف است که او نخست شروع به تخریب کرد و چون دید که آن عمل، خرج گزاف دارد و کاری دشوار است، از ادامهٔ کار منصرف شد.

## موقعیت مکانی
این اثر باستانی در ۳۷ کیلومتری جنوب شهر بغداد در کنارهٔ خاوری رود دجله واقع شده‌است. ایوان کسری در کنار شهر سلمان پاک قرار دارد. طاق کسری همچنین نزدیک به آرامگاه سلمان فارسی از یاران محمد پیامبر اسلام است.

نقش و نگار دیوارهای کاخ را ببین /تا به چگونگی نبرد ایرانیان با رومیان در انطاکیه پی ببری//. آنجا که انوشیروان پوششی سبزرنگ، /گراینده به رنگ زرد زعفرانی بر تن دارد //و باشکوه و جلال به آرامی /در زیر درفش کاویانی سپاه خود را سان می‌بیند//. کاخ خسرو چندان شکوهمند و سربلند است// که گویی کوهی سرفراز در آنجا قرار دارد.

بحتری؛ در قصیدهٔ سینیه

## تاریخ احداث و موقعیت تاریخی بنا
گمان دربارهٔ سال ساخت بنا یکی از مشکلات اساسی در مورد آن است؛ زیرا که هرگونه گمانه‌زنی و تفسیر در مورد این عمارت رابطهٔ مستقیم با سال ساخت آن دارد. دیدگاه‌ها از تعلق بنا به شاپور یکم (۲۴۱–۲۲۴ میلادی) تا دوره‌ای جدیدتر یعنی دورهٔ خسرو یکم (انوشیروان) (۵۷۸–۵۳۱ میلادی) متفاوت است.
نخستین بار حمزه اصفهانی درکتاب یاقوت به نقل از ترجمه وقایع پهلوی ابن آل موقاف گفته که ایوان مدائن توسط شاپور اول پادشاه ساسانی ساخته شده‌است. این تاریخ، توسط ارنست هرتسفلد ترجیح داده شده‌است. گرچه خود حمزه اصفهانی، دیدگاه دیگری را مورد قبول دارد و می‌گوید به نقل از یک موبد زرتشتی، ایوان به دستور خسرو پرویز (۶۲۸–۵۹۰ میلادی) ساخته شده‌است. در منابع دیگر خسرو انوشیروان به‌عنوان بنیان‌گذار بنا نامیده شده‌است. این دیدگاه در سال‌های اخیر و به‌خاطر قابل فهم و ساده بودن آن مورد توجه قرار گرفته‌است. در یاقوت اما آمده که ساخت بنا، کار چندین پادشاه بوده‌است.
از سوی دیگر، مشکل اصلی از این‌جا نشأت می‌گیرد که نویسندگان قرون وسطی ایوان کسری را با «کوشک اسپید» (کاخ سفید) اشتباه می‌گیرند. این اشتباه شاید از این‌جا است که به قول محمد بن جریر طبری وقتی سردار پیروز مسلمانان سعد بن ابی‌وقاص ایوان مدائن را در سال ۶۶۳ به اشغال درآورد او در کاخ سفید منزل گرفت ولی نماز را در ایوان کسری خواند. اما در زمان نوشتن یاقوت حموی، مدت‌ها از تخریب کاخ سفید گذشته بود و از مصالح آن برای ساخت دیگر بناها استفاده می‌شد و شاید به‌خاطر این مسئله است که نظر بیشتر کارشناسان بر این است که دو بنا به یک مجتمع تعلق داشتند. درحالی‌که این کاملاً روشن است. به نقل از نویسندگان اوایل قرون وسطی کاخ سفید در قسمت عتیق مدائن و ایوان کسری در اسبانبر قرار داشته‌است.
در مجاورت طاق، چهار دسته ویرانه مشاهده می‌شود که جالب‌ترین آن‌ها تلی است معروف به حرم خسرو؛ این ویرانه‌ها جزء کاخ بوده‌اند. به فاصلهٔ حدود ۴۶۰ متری جنوب خاوری طاق، بقایای ساختمان‌هایی مشاهده می‌شود که تا گوشهٔ دیوار معروف به بستان کسری، که شاید حصار باغ گوزنان خسرو بوده‌است امتداد دارد. بنابر عقیدهٔ باخمان همکار رویتر بستان کسری گویا یکی از شهرهای مدائن بوده که به از اندیو خسرو (وه انتیوک خسرو) نام داشته‌است. در فاصلهٔ حدود ۹۱۰ متری جنوب غربی بستان تلی به ارتفاع ۶ الی ۵/۷ متر واقع است که قاعده‌اش چهارگوش و معروف به تل‌الذهب (تل طلا) یا خزانه کسری است. ظاهراً در اصل، بنای واحدی بوده که خسرو پرویز برای خزائن خود ساخته بود. طاق کسری که عظیم‌ترین و نظرگیرترین یادبود عظمت گذشتهٔ تیسفون است، در وسط ویرانه‌های مدائن قرار دارد.

## معماری
این بنا نه برای نمایش مهندسی، بلکه به منظور نمایش عظمت ساخته شده، تا نشانگر قدرت و ثروت باشد. سفیران ملت‌های دیگر را حیران سازد و به دولت‌های دست‌نشاندهٔ سرکش اخطار کند که این سلسله، قدرت درهم شکستن هر مبارزه‌ای را دارد. ارزیابی این اثر تاریخی از روی نمای آن، یعنی از روی وضع کنونی آن، تا حدی نابه‌جاست. چون این ویرانه جز یکی از چهار جبهه‌ای نبوده که حیاط بزرگ مرکزی را احاطه می‌کرد، جز واحدی در یک فضای محصور نبوده‌است. ایوان، آن چنان‌که اینک می‌بینیم تنها یک شکاف حیرت‌انگیز نبود. در اصل آن را یک پردهٔ سنگین زر بافت می‌پوشاند که ارتفاع زیاد و فضای نقش‌های متنوع آن گویای ثروت فراوان بود.
نمای باقی‌مانده که طاق بزرگی رو به خاور در مرکز آن قرار دارد یک سمت صحنی پهناور را که بقیه آن از میان رفته، تشکیل داده‌است. در برابر این ایوان، ایوان بزرگ دیگری رو به باختر قرار داشت که تنها آثار آن بر روی زمین به چشم می‌خورد.
ایوان بزرگ و عظیم از ۲۵ متر عرض و ۴۳ متر عمق دارد و ارتفاع طاق به ۳۰ متر می‌رسد که در نوع خود شگفت‌انگیز است.
ابن خردادبه جغرافی‌دان قرن نهم میلادی، آن را زیباترین بنا که با آجر و گچ ساخته شده نامیده‌است.

تأثیرات معماری اشکانی، یونانی-رومی و سوریه‌ای در معماری بنا به چشم می‌خورد. 

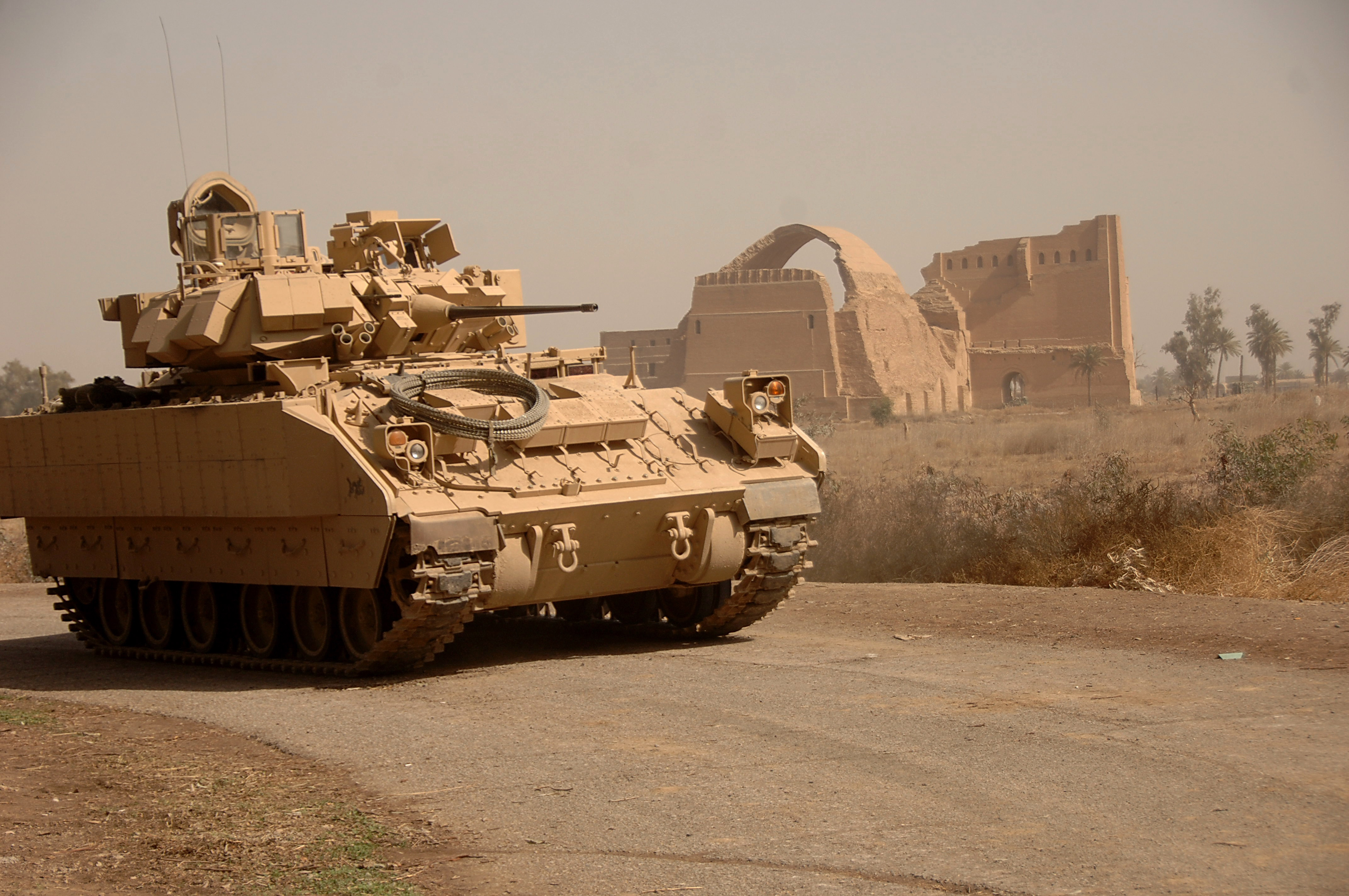
طاق کسری در جنگ عراق

از انتهای ایوانی که رو به خاور، باز می‌شود راهی از یک درگاه به درون مجموعه‌ای از اتاق‌های کوچک‌تر که به هم راه دارد و از آن‌جا به درون یک تالار محصور بسیار بزرگ که هم عرض ایوان است و همچنین بایستی دارای طاق گهواره‌ای بوده باشد، باز می‌شود. در هر یک از دو طرف ایوان، اتاقی بر محور اصلی قرار داشت که به وسیله یک راهرو از ایوان جدا می‌شد و به وضوح مانند ایوان کرخه و نه بزرگی آن طاق دار بود. اگر آن بخش از نقشه که ضمن کاوش‌ها آشکار شده‌است به‌صورت متقارن تکمیل شود، ساختمانی مستطیل‌شکل حاصل می‌شود که شامل دو مجموعه اتاق متوالی بر محور مرکزی بناست که هر یک مشتمل بر سه اتاق بزرگ دارای طاق گهواره‌ای است. اتاق‌های میانی به‌خاطر طول و عرض و ارتفاع بیشتر، کل نقشه را تحت‌الشعاع خود قرار می‌داد. مجموعه اتاق‌های میانی جلویی مانند ایوان باز بود، این اتاق با راهروهایی از اتاق‌های جانبی جدا می‌شد. منطقه‌ای شامل واحدهای مسکونی کوچکتر تمام عرض بنا را در محور عرضی می‌گرفت، و هم به‌عنوان جداکننده و هم به‌عنوان گذرگاه، میان مجموعه اتاق‌های بزرگ جلویی و عقبی ایفای نقش می‌کرد. در دو انتهای این دو ردیف از اتاق‌های کوچک‌تر تالارهای چهارگوش واقع بود که احتمالاً گنبددار بوده‌است، گرچه به صرف این‌که اتاق چهارگوش بوده‌است نمی‌توان با قاطعیت چنین نتیجه‌گیری کرد. در مورد نیمهٔ دیگر، که در قسمت مقابل قرار داشت، تنها می‌توان با اطمینان گفت که آن هم ایوانی رو به حیاطی که بین دو نمای ساختمان واقع بوده‌است.
معماران خسرو که تصویری از مقدار فشاری که توسط بنایی با چنین ابعاد غول‌آسا ایجاد می‌شد نداشتند، پایه‌ها را بسیار پهن گرفتند تا از قدرت تحمل چنان فشاری مطمئن شوند. پهنای پایه‌ها در قسمت زیر طاق، چهار و در پایین، هفت متر است. ضخامت طاق حتی در بالاترین نقطهٔ آن به یک متر می‌رسید. نقشهٔ بنا گر چه غیرعادی، ولی اساساً ساده بود و تأثیر آن بیشتر ناشی از عظمت بنا بود.
فضای بزرگی که باید طاق‌بندی می‌شد، سازندگان به منظور کاهش اندازهٔ دهانه تا حد امکان، به تدریج رج‌های افقی آجرهای بالای پاکار قوس را به سمت داخل متمایل می‌ساختند. بدین ترتیب، دیوارها ضمن یک انحنای جزئی به هم نزدیک و دهانهٔ فوقانی با رج‌های عمودی پوشانده می‌شد که به شکل قطاع بزرگی از یک دایره بود؛ بنابراین، بخش نیم‌بیضی یا سهمی طاق‌ها یا قوس‌ها که در معماری ساسانی بسیار فراوان دیده می‌شود، نتیجهٔ در نظر گرفتن استحکام و ثبات نیست بلکه ناشی از فرایند عملی ساخت بناست.
در هر سمت قوس سهمی ایوان، دیوار آجری عظیم به شش طبقه تقسیم شده و همین قاعده در طراحی نمای قصر اشکانی در آشور نیز دیده می‌شود. علاوه بر این، نقشهٔ کف قصر تیسفون، چنان‌که کاوش‌ها نشان داده‌اند با نقشهٔ حیاط کاخ اشکانی سازگار است.
جا پیکره‌های ایوان بالاخانه درنای پشتی طاق کسری که به‌عنوان شاهدی بر رواج قوس تیزه‌دار در معماری ساسانی از آن یاد می‌شود، به واقع تیزه‌دار نیستند. هرتسفلد اشتباه دیولافوا را تصحیح می‌کند؛ که نویسنده از طرحی که در سال ۱۹۲۹ کشیده شده، تهیه کرده‌است؛ زیرا آجرهای درون سوی طاق زاویه‌ای در نوک تشکیل می‌دهند. این‌گونه بناسازی کاملاً تصادفی است و هیچ کارکرد ساختاری را نشان نمی‌دهد؛ بنابراین، تصور این که قوس‌های کوچک به‌وسیلهٔ لایه‌ای پوششی پرداخت و گردشده باشند منطقی است.
در ایوان طاق کسری، درون پوستهٔ طاق، لوله‌های سفالی به فواصل منظم تعبیه شده‌است، اما از آن‌جا که این ایوان باز است، لوله‌ها نمی‌توانند هیچ ارتباطی با نور یا تهویه داشته باشد از این گذشته، لوله‌های مشابهی در قسمت تحتانی طاق که چندین متر قطر دارد، یافت شده که انتهای خارجی این لوله‌ها با ملات مسدود شده‌است، این نظریه مطرح شده که ممکن است آن‌ها به منظور آویختن چراغ‌ها به‌کار می‌رفته‌است.

### تزئینات
دیواره‌های داخل بنای ایوان کسری تزئینات مفصل داشت و با استفاده از مرمر رنگی برداشته شده از کلیسای انطاکیه و موزائیک‌های شیشه‌ای که صحنه‌های نبرد، مثل صحنه‌ای که خسرو را سوار بر اسبی زرد در شهربندان انطاکیه نشان می‌دهد تزئین شده بود.
کف‌ها را با استفاده از صفحات مرمر ضخیم که با قالی‌های ابریشمی دارای نقشهٔ باغ و درخت و جوی‌های آب مفروش بود پوشانده بودند. تخت را در انتهای ایوان بزرگ و پشت پرده‌ای قرار داده بودند که تنها مواقعی که شاهنشاه آمادهٔ بار دادن بود به کنار زده می‌شد.
تئوفیلاکت سیموکاتا، مورخ یونانی گفته‌است که امپراتور ژوستینین سنگ مرمر یونانی برای خسرو تهیه کرد و صنعت‌گران ماهری فرستاد که کاخی به سبک رومی در نزدیکی تیسفون برایش ساختند. البته این از یک وقایع‌نگار یونانی بعید نیست که کوچک‌ترین سهمی از آن مانند استفاده از مرمر یونانی یا چند استادکار یونانی یا سوریه‌ای‌تبار را طوری وانمود کند که کل معماری بنا را به بیزانس نسبت دهد. این درحالی است که سبک معماری بنا با معماری اشکانی نیز قرابت دارد و البته که تأثیرات هلنی در معماری آن را نیز نمی‌توان نادیده گرفت. چنان‌که سبک طاقچه‌بندی نما و تزئین دور طاق بزرگ، نشان از منشأ این سبک در سوریه دارد.
همچنین آمیانوس مارسلینوس کاخی تابستانی را در نزدیکی تیسفون وصف می‌کند که دیوارنگاره‌هایی از صحنه‌های شکار داشته‌است. در طاق کسری موزائیک شیشه‌ای به‌کار رفته بود. خرده‌های کوچکی از این موزائیک‌ها یافت شده‌است، هر چند که هیچ نشانه‌ای از خود نقش‌ها به دست نیامده است. اما براساس گزارش مورخان اسلامی می‌دانیم که تصویر خسرو بر دیوار اتاق سریر شاهی، سوار بر اسبی زرد، چنان‌که در محاصرهٔ انطاکیه دیده شده، نقش بسته بود.
استفاده از گچبری در دورهٔ ساسانیان که سابقهٔ آن به پارتیان می‌رسد با روش‌های متنوع توسعه پیدا کرد. در اکثر بناهای به‌جای مانده از آن دوره، نقوش گچ‌بری دیده می‌شود. از این عامل تزئینی در کاخ‌های تیسفون نیز به‌کار رفته‌بود. مقدار زیادی از بقایای گچبری‌هایی که زینت عمارت‌ها بوده به‌دست آمده از جمله نقوش گیاهی، نمادهای مذهبی، صفحات مستطیل با تصویر خرس و گراز و درخت زندگانی که طاووسان بر آن نشسته‌اند. ضمن این‌که قطعات شکستهٔ مجسمه‌های دیواری کوچکی به‌دست آمده از زنان رقاص و نوازندگان عود و مستانی که بر بستر خفته‌اند و امثال آن.
از جملهٔ آن‌ها قاب گرد گچ‌بری به قطر تقریباً یک متر یافت شده که روزنهٔ گِرد مرکز آن را گلواره‌ای متشکل از قوس‌های نخل و پیچک دربرگرفته‌است. بازسازی کنگره‌های طاق کسری را با پله‌بندی راست گوشه نشان می‌دهد. اما به احتمال بیشتر، زاویه‌ها باید حاده بوده باشد. با قضاوت برمبنای وضعیت یافته‌ها می‌توان گفت تمام ساختمان‌های واقع در محوطه‌های کاخ تیسفون دارای این نوع کنگرهٔ دارای بارو و شباک‌کاری شده بود.

## روند تخریب بنا
معروفِ مورخان است که ابوایوب الموریانی در سال ۱۴۶قمری (۷۶۳م) به خلیفه منصور (خلیفه) پیشنهاد کرد طاق کسری (یا ایوان خسرو) را ویران کند و مصالح آن را برای بنای بغداد به‌کار برند. منصور با خالد برمکی (وزیر ایرانی‌اش) مشورت کرد. خالد به جد خلیفه را از تخریب این ایوان معظم برحذر داشت و گفت چنین کاری مخارج گزافی خواهد داشت. خلیفه از مخالفت او برآشفت و گفت: «مخالفت تو برای جانبداری از ایرانیان است.» خلیفه به تخریب طاق کسری فرمان داد. مخارج این کار بر خلیفه گران آمد و به فکر افتاد از ادامه تخریب منصرف شود. دوباره به خالد رجوع کرد و نظرش را پرسید. خالد گفت: بهتر است خلیفه کار ناتمام تخریب طاق کسری را به پایان برد وگرنه آیندگان خواهند گفت اعراب از خراب‌کردن بنایی که ایرانیان برپا کرده بودند، عاجز ماندند. خلیفه از ادامه تخریب منصرف شد. این روایت در کتب تاریخی فراوانی آمده‌است. مسعودی در مروج‌الذهب نوشته‌است: «هارون‌الرشید مصمم شد ایوان [کسری] را خراب کنند و نظر یحیی [برمکی] را که محبوس بود خواست. یحیی نیز با اینکه مورد بی‌مهری هارون بود به هارون همان جوابی را داد که خالد به منصور داده بود.» در تجارب‌السلف آمده‌است: «این ابوایوب الموریانی که سبب تحریک منصور برای تخریب ایوان خسرو شد، مردی بود خسیس و جهد داشت مال فراوانی جمع کند تا خود را به منصور نزدیک سازد. موریانی سیصد هزار درم از منصور برای عمران مزرعه‌ای در اهواز دریافت کرد ولی عمارتی نکرد. دشمنان از این ماجرا منصور را واقف ساختند و خلیفه شخصاً به تحقیق پرداخت و چون معلوم شد که موریانی خیانت نموده خلیفه امر داد تا او و تمامی اقارب او را کشتند و اموال او را برداشتند.»
القاشانی مولف کتاب تاریخ اولجایتو می گوید: هولاکو به دیدار طاق کسری رفت و پس از بازدید از این بنای باشکوه و شگفت انگیز سه بار درمقابل آن زانو زد و به خواجه نصیر الدین طوسی گفت: بسیار نظرهای بزرگان و مردان خدا برین طاق بی جفت آمده باشد و به مدت هزار سال زانو برای آن نظر ها می زنم.[۲۳]

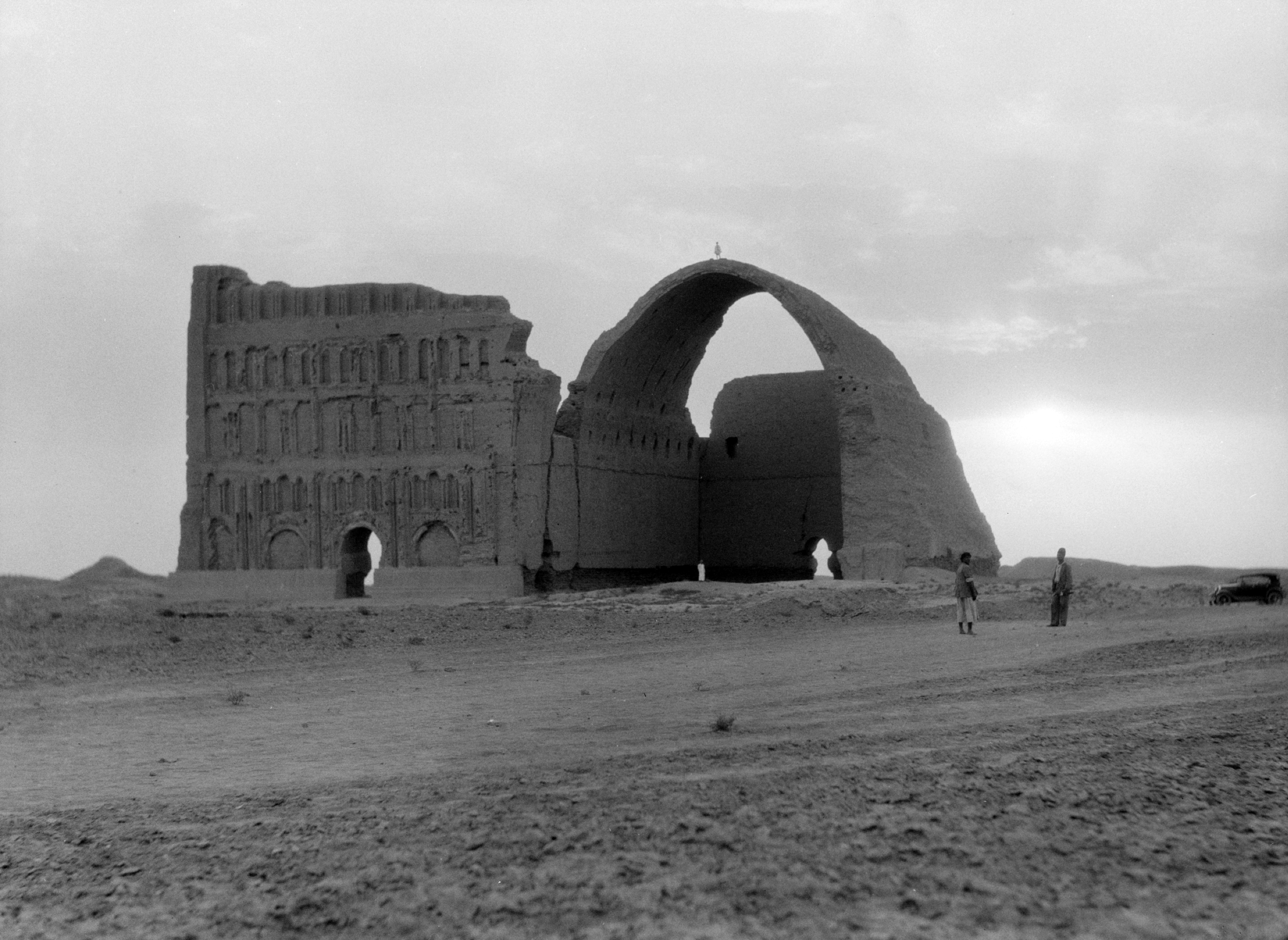
طاق کسری در تیسفون سال ۱۹۳۲ میلادی

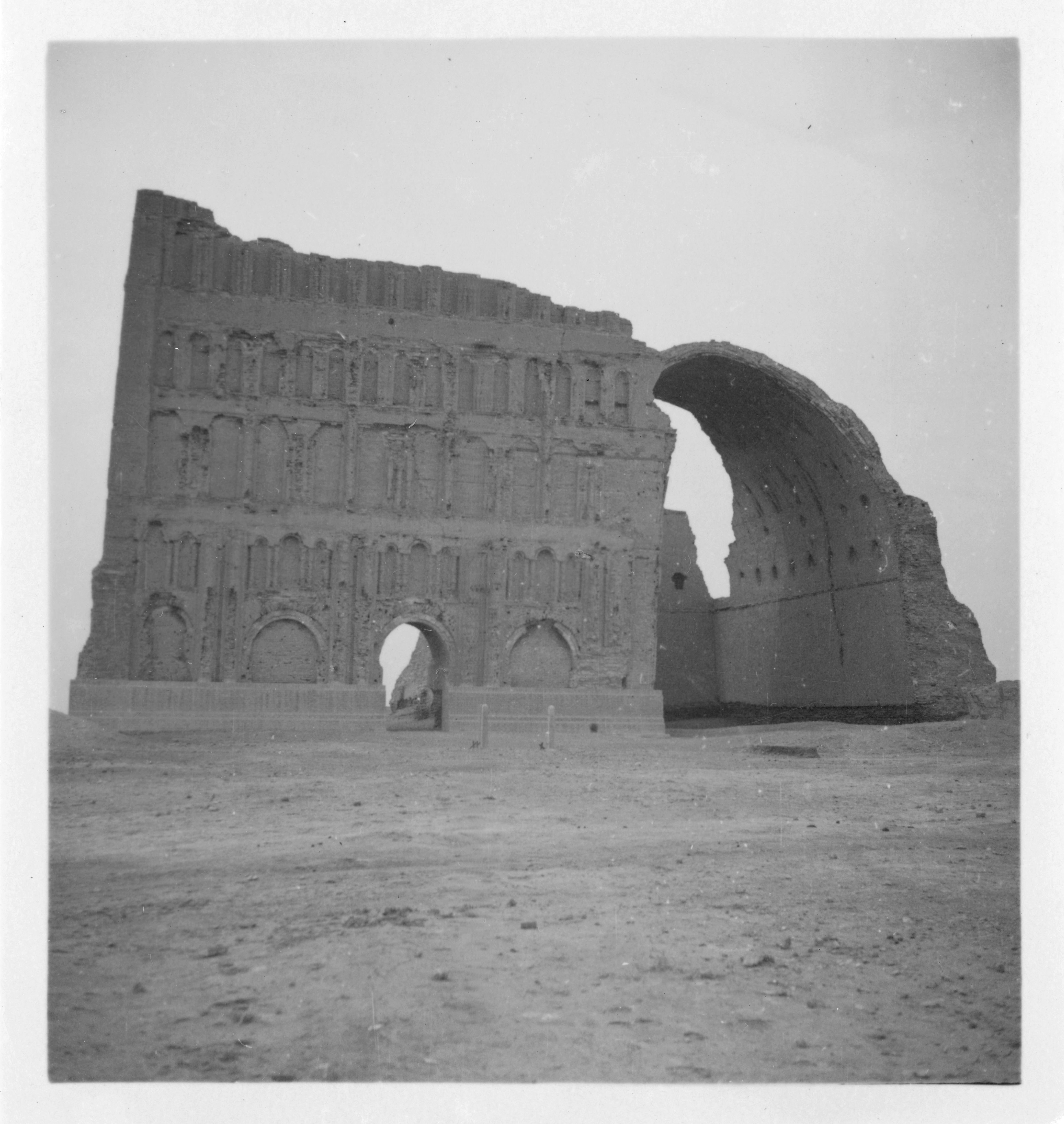
طاق کسری در ۱۹۳۳

در زمان صفویه نیز قصد بر این بوده که با استفاده از مصالح به‌کار رفته در طاق کسری، در مکان‌های مقدس شیعه در عراق تعمیراتی انجام شود که با توجه به کشف منبعی از سنگ‌های تراشیده‌شده، تخریب این بنا انجام نشده.
در سال ۱۸۸۸ میلادی در اثر سیل، یک سوم بنا فرو ریخت.

## تخریب و مرمت در دوران معاصر
در دههٔ ۱۹۸۰ به دستور صدام حسین منطقهٔ پیرامون طاق کسری به یک تفریح‌گاه برای مردم تبدیل شد تا یادآور غلبهٔ اعراب بر ایران باشد. البته بیشتر این تأسیسات، در پی حملهٔ آمریکا به عراق در سال ۲۰۰۳ میلادی نابود شدند. در زمان صدام، بخش فروریختهٔ نمای طاق کسری به‌صورت نیمه‌کاره مرمت شد. 

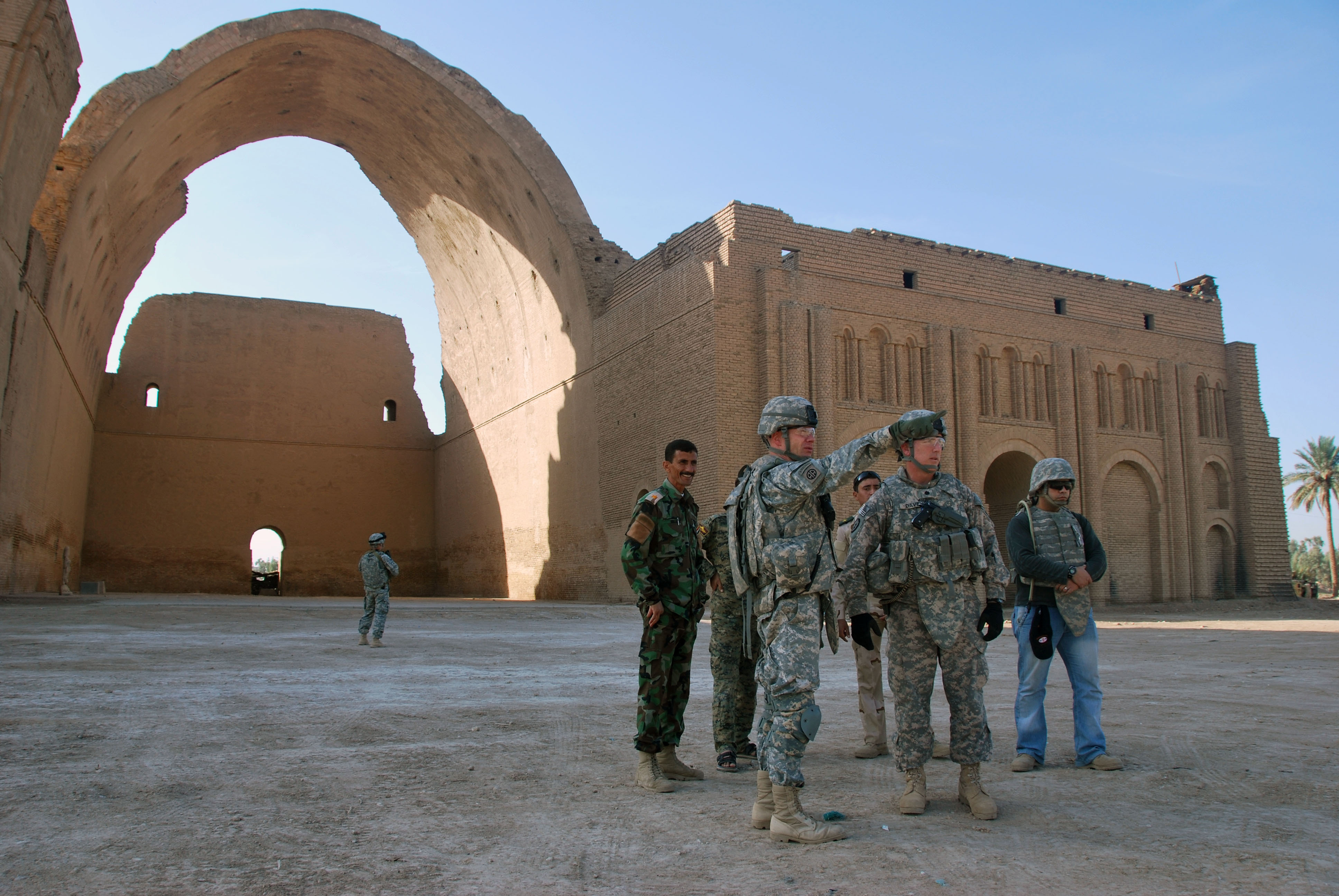
طاق کسری پس از حملهٔ آمریکا به عراق

در سال ۱۳۸۳، رئیس هیئت مدیرهٔ سازمان میراث فرهنگی عراق با اشاره به این‌که طاق کسری و بناهای پیرامون آن، در آستانهٔ نابودی قرار گرفته‌است از ایران و کشورهای دیگر برای کمک به بازسازی و نگه‌داری آن، کمک خواست.
چند سال پیش، با تلاش بی‌وقفه و ابراز نگرانی تلاشگران فرهنگی و رسانه‌ها نسبت به فروریختن این بنا، دولت عراق از یک شرکت در جمهوری چک برای ترمیم این طاق دعوت کرد. مقدار موفقیت‌آمیز بودن ترمیم‌های انجام‌شده توسط این شرکت، بحث‌برانگیز بوده‌است؛ زیرا برای ترمیم چنین بناهای باستانی، معمولاً از کارشناسان ایتالیایی دعوت می‌شود و شرکت چکی، عمدتاً ساخت‌وساز و ترمیم بناهای معاصر و مدرن را انجام می‌دهد. در مدت کوتاهی پس از بازسازی، لایه محافظتی که روی این طاق کشیده شده‌بود فرسوده شد و برخی شکاف‌ها از نو نمایان شدند. همچنین در زمان ترمیم از ابزارهایی استفاده شد که به آثار باستانی آسیب می‌رساند.
در مارس ۲۰۱۹ قسمتی از طاق که گفته می‌شود از قسمت‌های ترمیم‌شده بوده‌است فروریخت که با بازدید وزیر فرهنگ عراق از آن در رابطه با ترمیم و نگهداری بنا قول‌هایی داده شد.

### ثبت یونسکو
هیچ‌یک از این گزارش‌هایی که در چند سال اخیر در نشریات داخلی ایران دربارهٔ تلاش مشترک ایران و عراق برای ثبت مشترک این بنا در فهرست میراث جهانی یونسکو نوشته شده، پایه و اساس ندارند؛ زیرا امروزه طاق کسری در خاک عراق قرار دارد و تنها آن کشور می‌تواند برای ثبت آن اقدام کند. اما وزارت فرهنگ عراق حتی پروندهٔ مقدماتی را هم برای ثبت طاق کسری به یونسکو ارائه نکرده‌است.

## در ادبیات پارسی
طاق کسری دستمایهٔ اشعار بی‌شماری در ادبیات پارسی عمدتاً با مضمون عبرت است که مشهورترین قصیده از خاقانی شروانی است.

### خاقانی شروانی
- بخشی از قصیدهٔ ایوان مدائن خاقانی شروانی:

| هان ای دل عبرت بین از دیده نظر کن هان |  | ایوان مدائن را آیینهٔ عبرت دان        |
| یک ره ز ره دجله منزل به مدائن کن      |  | وز دیده دوم دجله بر خاک مدائن ران    |
| خود دجله چنان گرید صد دجلهٔ خون گویی   |  | کز گرمی خونابش آتش چکد از مژگان      |
| بینی که لب دجله کف چون به دهان آرد    |  | گوئی ز تف آهش لب آبله زد چندان       |
| از آتش حسرت بین بریان جگر دجله        |  | خود آب شنیدستی کاتش کندش بریان       |
| بر دجله‌گری نونو وز دیده زکاتش ده      |  | گرچه لب دریا هست از دجله زکات استان  |
| گر دجله درآموزد باد لب و سوز دل       |  | نیمی شود افسرده، نیمی شود آتش‌دان     |
| تا سلسلهٔ ایوان بگسست مدائن را         |  | در سلسله شد دجله، چون سلسله شد پیچان |
| گه‌گه به زبان اشک آواز ده ایوان را     |  | تا بو که به گوش دل پاسخ شنوی ز ایوان |
| دندانهٔ هر قصری پندی دهدت نو نو        |  | پند سر دندانه بشنو ز بن دندان        |

### خیام
| آن قصر که با چرخ همیزد پهلو |  | بر درگه آن شهان نهادندی رو |
| دیدیم که بر کنگره‌اش فاخته‌ای |  | بنشسته همی گفت که کوکوکوکو |

### ملک الشعرای بهار
| عرصهٔ ایوان کسری آشیان بوم شد        |  | دیرگاهی کشور از امن و امان محروم شد      |
| تا پس از چندی برون شد یزدگرد شهریار |  | هم مر او را بخت بد، با تازیان انداخت کار |

### انوری
| از آسمانهٔ ایوان کسری اندر قدر  |  | ترا رفیع‌ترست آستانهٔ درگاه       |
| زمان نیابد جز در عدم ترا بدگوی |  | زمین ندارد جز در شکم ترا بدخواه |

### فردوسی
فردوسی در مورد ساختمان طاق کسری داستان مفصلی در فصل مربوط به انوشیروان ذکر می‌کند. فردوسی می‌گوید انوشیروان به تمام نقاط جهان جارچی‌هایی فرستاد که بهترین معماران را برای ساختن کاخ بزرگی در تیسفون دعوت کنند. تعداد زیادی معمار از همه جا به دربار پادشاه روی آوردند و پس از انتخاب دقیقی سیصد نفر از میان آنان جدا شد و از بین آن سیصد نفر نیز سه نفر که از همه آن‌ها مهارت بیش‌تری در امر ساختمانی داشتند انتخاب شدند و از آن‌ها یکی رومی بود. معلوم نیست گفتهٔ فردوسی از رومی بودن این معمار چیست. آیا می‌خواهد بگوید واقعاً اهل روم بود یا این‌که قصدش این است که از باختر ایران، مثلاً از شام یا آسیای صغیر بود. به هرحال آن معمار رومی مشغول کار ساختمان پی‌ها و دیوار این طاق یا ایوان بزرگ می‌شود.
فردوسی می‌گوید در برابر ایوان تیسفون، پردهٔ بسیار مجللی آویزان کرده بودند که جواهرنشان بود و سپاهیان عرب آن را قطعه قطعه کرده میان خود قسمت کردند. فردوسی چنین نقل می‌کند که در روز بارعام قبلاً شاهنشاه روی تخت طلای خود جلوس می‌کرد و چون تاجی که باید برسر بگذارد بسیار سنگین بود آن را به زنجیری از طلا در بالای سر شاهنشاه از بالای طاق، طوری آویزان می‌کردند که در بالای سر وی قرار گیرد. همین کارها برای پادشاهان قاجار نیز انجام می‌گرفت و این نشانهٔ این است که این عادات و رسوم از دهان به دهان تا دوره‌های جدید ادامه یافته‌است.
سپس اعیان و طبقات مختلف مملکت در بیرون پرده صف می‌کشیدند و (بنابر گفتهٔ جاحظ) با انجام مراسمی پرده را کنار می‌زدند و شاهنشاه ایران با شکوه و جلال مخصوصی روی تخت خود پدیدار می‌گشت و به طبقات مختلف بار می‌داد.
به هرحال بنابر نظر فردوسی، آن معمار رومی، دیوارهای کاخ را تا پایهٔ طاق بالا برد و از پادشاه خواهش کرد زنجیری از طلا آوردند و دیوار را در حضور جمع اندازه گرفتند، سپس آن را در جعبه‌ای قرار دادند و آن جعبه را با مهروموم بستند و در خزانهٔ شاه قرار دادند. فردای آن روز معمار رومی ناپدید گشت و سه سال غیبت او طول کشید و تمام جستجوها و تهدیدها یا وعده‌های پادشاه، نتیجه‌ای نبخشید. بعد از سه سال معمار رومی پدیدار شد و از شاه خواست زنجیر طلا را بیاورند و دیوار را اندازه گرفت و معلوم شد که دیوار، مقداری نشست کرده. این امر طبیعی بود، چون اکنون در عکس فوق مشخص است که پایه‌های دیوار بسیار قطورند و طبعاً معمار نمی‌توانست با عجله روی آن طاق به آن بزرگی را قرار دهد.

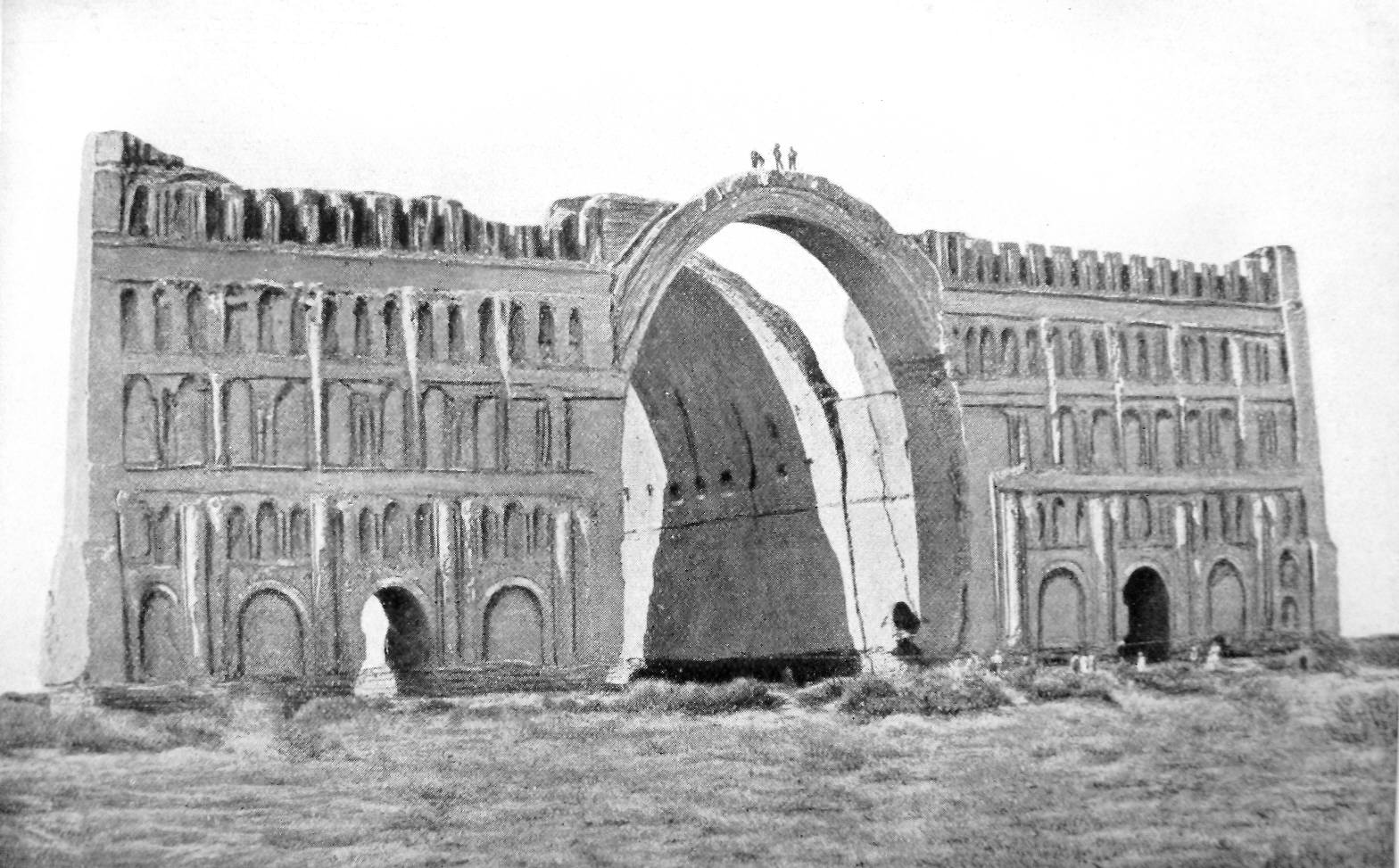
قدیمی‌ترین تصویر عکاسی‌شده از طاق کسری، مربوط به سال ۱۸۶۴ میلادی

«خسرو پرویز برای ساختن ایوان مدائن سه هزار مرد را که در کار خشت و گچ استاد بودند، از روم، هند، چین و دیگر سرزمین‌ها فراخواند و از میان آن‌ها صد نفر را از اهواز و ایران و رومیان برگزید؛ سپس از بین آن‌ها سی تن و از میان آن‌ها دو رومی و یک پارسی را گزین کرد و از بین آن‌ها، خسرو مهندسی رومی را برگزید که ایوان را بسازد. خسرو از مهندس برگزیده‌اش خواست جایگاهی برای او بسازد که تا دویست سال، فرزندان و پیوستگان شاه در آن زندگی کنند و بنا ویران نگردد؛ پس مهندس، نخست دیوار را با سنگ و گچ ساخت. سپس خواست تا رسن‌های نازک و ابریشمی بتابند و از بالای دیوار تا روی زمین را اندازه گرفت. وی آن‌ها را مهر کرد و همراه فرستاده‌ای نزد خزانه‌دار شاه فرستاد؛ پس نزد خسرو رفت که دیوار را بنا نهادم و سه سال زمان خواست تا نشست دیوار تمام شود، سپس کار را از سر گیرد؛ اما خسرو پنداشت به سبب دستمزد می‌خواهد کار را فروگذارد؛ بنابراین دستور داد تا سی هزار درم بدو دادند تا کار با شتاب بیشتری پایان پذیرد. مهندس می‌دانست که اگر شتاب کند، دیوار فرو می‌ریزد و چنانچه بماند، خسرو بر او خشم می‌گیرد، از آن‌جا گریخت. خسرو چون این را شنید برآشفت و همهٔ رومیان را به زندان افکند و گچ و سنگ و خشت فراوان فراهم آورد، اما هرکس را برای پایان کار برمی‌گزید، از دست او می‌گریخت تا این‌که دست از این کار برداشت و کسی همانند وی نیافت. در سال چهارم، مهندس رومی بازگشت. خسرو دلیل کار او را پرسید و او پاسخ داد که اگر پادشاه، کسی را همراه من به ایوان بفرستد، دلیل کار خود را بازمی‌گویم. هنگامی که بلندای ایوان را اندازه گرفت، هفت رَش از آن کم شده بود و گفت اگر کار ایوان را از آن زمان آغاز می‌کردم، طاق فرو می‌ریخت. چون خسرو گفته‌هایش را شنید، رومیان را از بند آزاد کرد و پس از هفت سال، ساخت ایوان به پایان رسید. خواسته‌های فراوان به مهندس رومی بخشید که طاقی چون ایوان مدائن در جهان نبود. هنوز هم نشانه‌های برجامانده از آن از شگفتی‌های معماری جهان است. مهندس رومی در ایوان، فراخور جایگاه هر کس، نشستنگاهی ساخته بود و تاج پادشاه با زنجیری بر بالای سرش آویزان بود.»
| کس اندر جهان خم (:طاق) چونان ندید |  | نه از نامور کاردانان شنید  |
| یکی حلقه‌ای بد ز زر ریخته          |  | ازآن چرخ کار اندر آویخته   |
| فروهشته زو سرخ زنجیر زر           |  | به هر مهره‌ای درنشانده گهر  |
| چو رفتی شهنشاه بر تخت عاج         |  | بیاویختندی به زنجیر تاج    |
| به نوروز چون برنشستی به تخت       |  | به نزدیک او موبد نیکبخت    |
| فروتر ز موبد مهان را بُدی          |  | بزرگان و روزیدهان را بُدی   |
| به زیر مهان جای بازاریان          |  | بیاراستندی همه کاریان      |
| فرومایه تر جای درویش بود          |  | کجا خوردش از کوشش خویش بود |

## فیلم مستند
فیلم مستند «طاق کسری: شگفتی معماری» ساختهٔ پژمان اکبرزاده برای اولین بار در فوریهٔ ۲۰۱۸ در بریتانیا به نمایش گذاشته شد.

## واژه‌نامه
1. ↑  Bachmann
2. ↑  Reuther
3. ↑  Khaznat Kesra